# Diglutamate de magnésium
Le diglutamate de magnésium, en anglais magnesium diglutamate, est un composé chimique de formule Mg(C5H8NO4)2. C'est un sel de magnésium et d'acide glutamique.
Il est utilisé comme additif alimentaire et exhausteur de goût, dont le numéro E est E625.